# Pelalangan (Cermee)
Pelalangan is een bestuurslaag in het regentschap Bondowoso van de provincie Oost-Java, Indonesië. Pelalangan telt 2001 inwoners (volkstelling 2010).